# Estadio Azul
Estadio Azul este un stadion de fotbal de 32,904 de locuri, din Mexic, - stadionul de casă al echipei de fotbal Cruz Azul(din 1996). Stadionul se află în orașul Mexico City. Anterior până în 1990 el a mai fost folosit și pentru fotbal american. În trecut, îm diferite perioade el a fost arena domestică a următoarelor echipe: Club América (1947-1955), Necaxa (1950-1955), Atlante (1947-1955, 1983-1989, 1991-1996, 2000-2002)) și câteva meciuri pentru Echipa națională de fotbal a Mexicului în debutul anilor 1990.
Ambele ori când Mexicul a organizat Campionatul Mondial de Fotbal, Estadio Azul nu a găzduit nici un meci, în principal din cauza vechimii construcției, a parcării și a rețelei de acces către el prost gândite.
O particularitate a stadionului e că el a fost construit într-o groapă; astfel suprafața terenului este mai jos de nivelul străzii. O altă ciudățenie e faptul că imediat lângă stadion se află Plaza México, cea mai mare arenă de coridă din lume.

Stadium
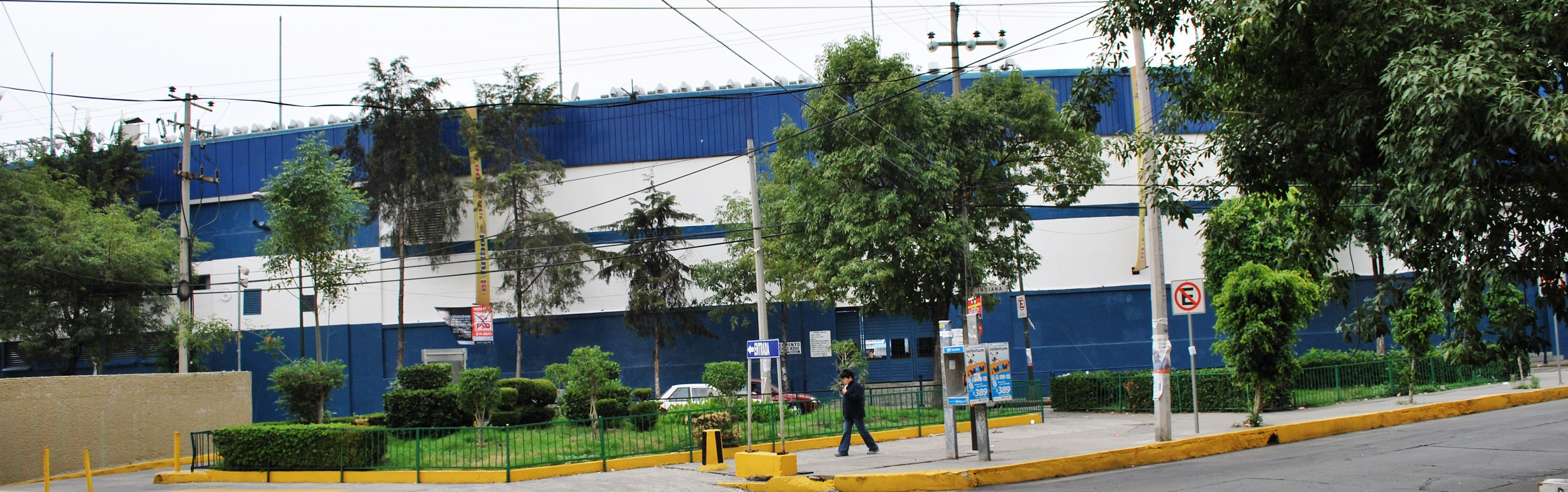
Vedere din stradă
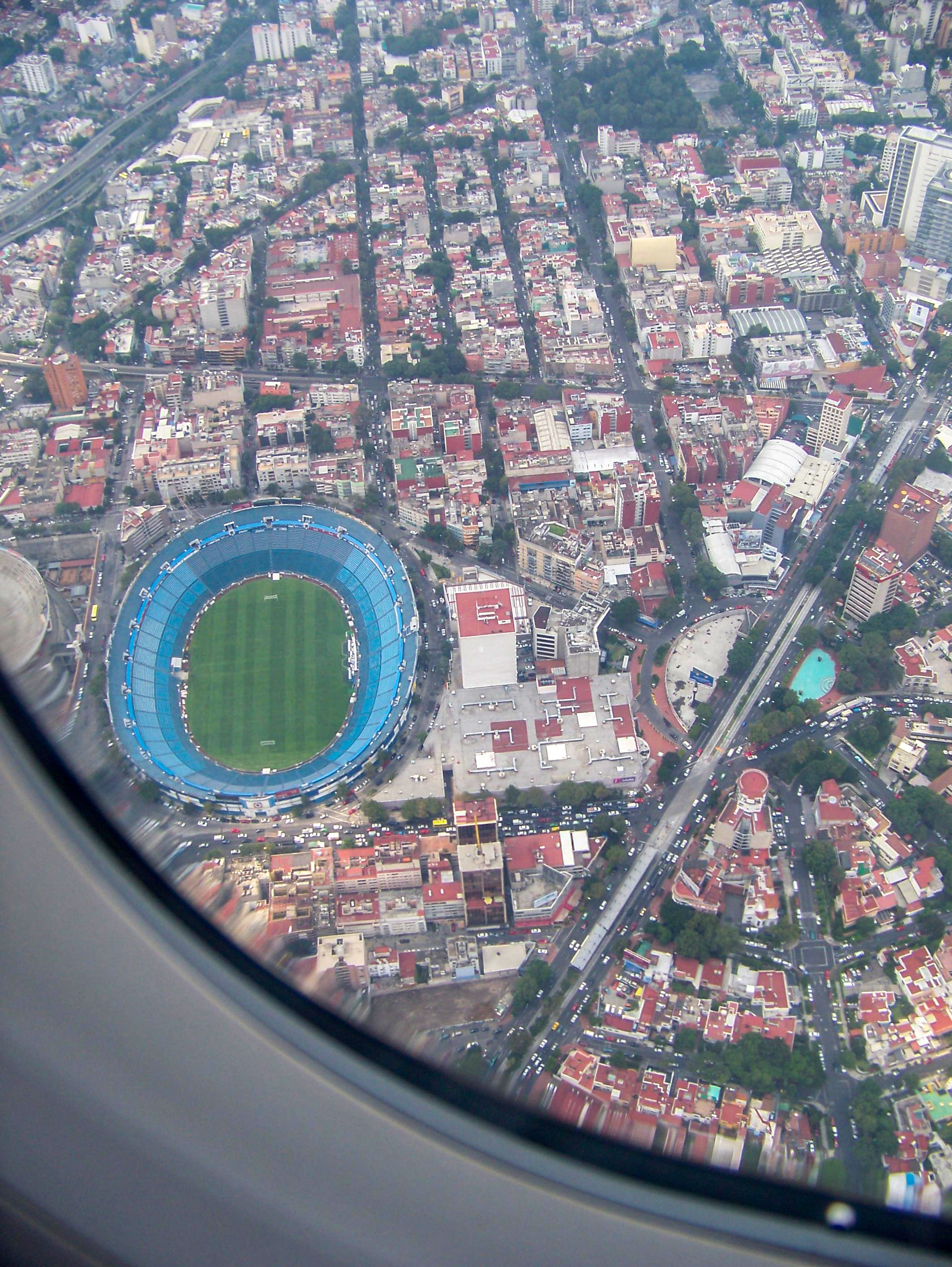
Estadio Azul, vedere din aer
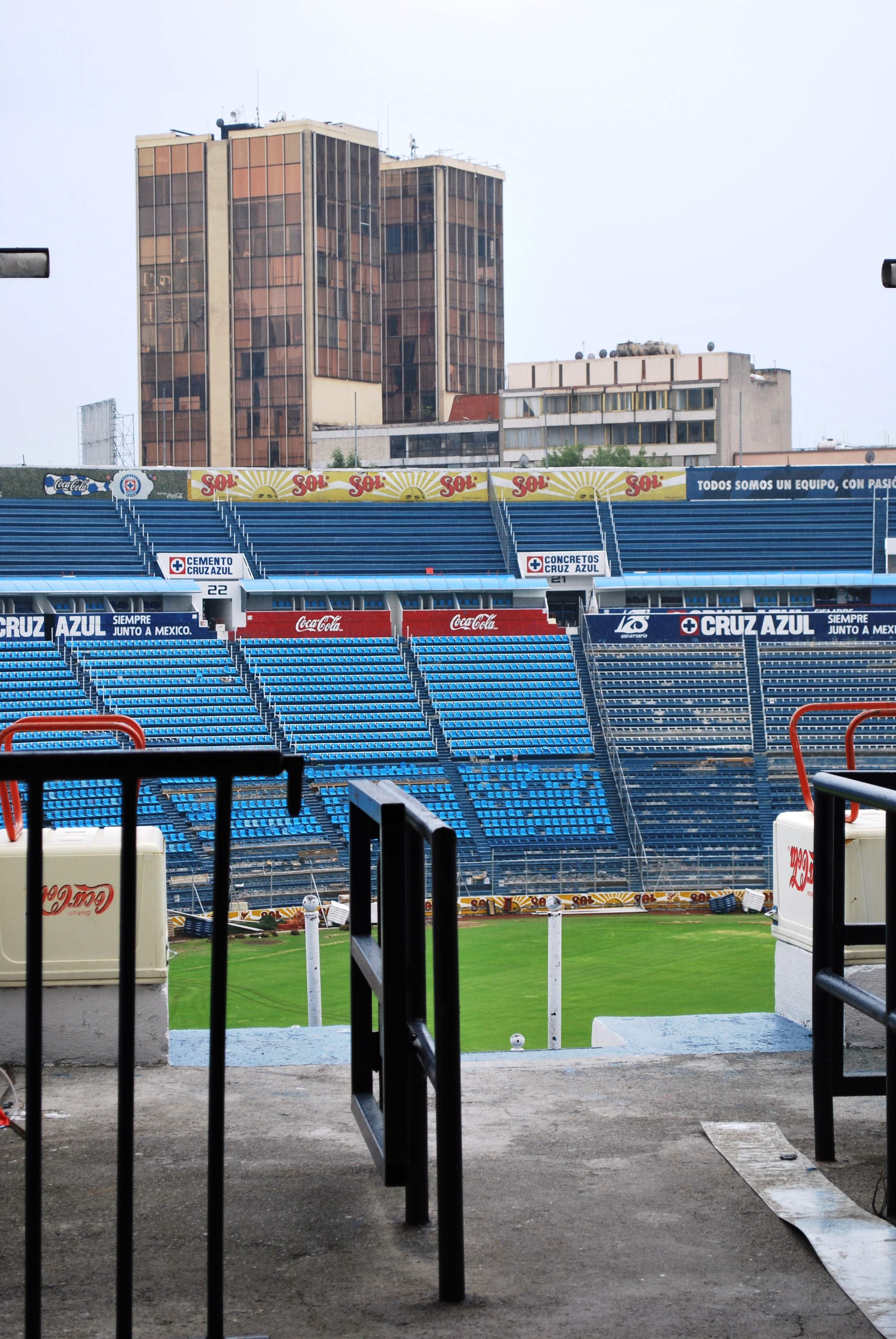
Vedere din Interior
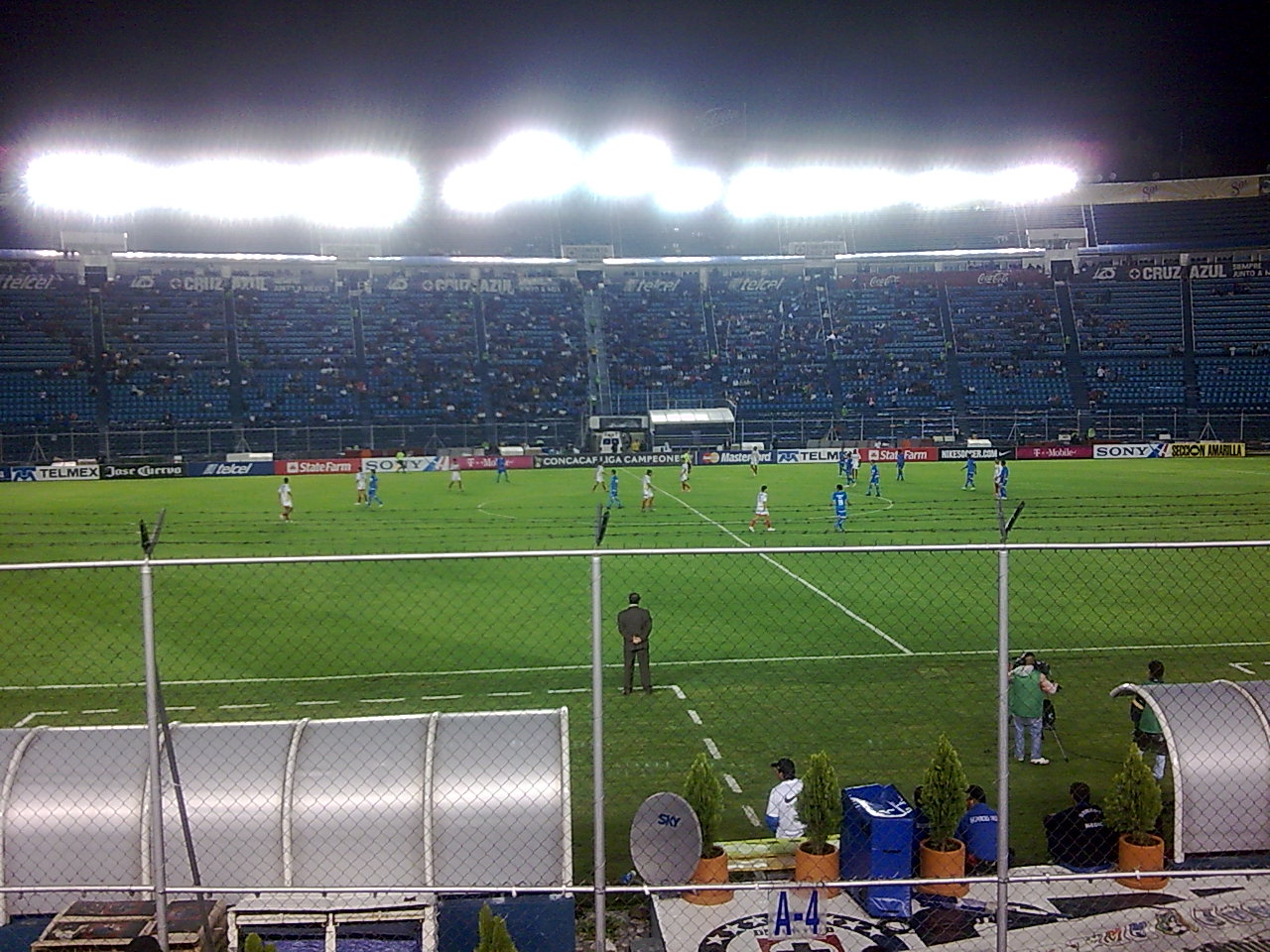
Stadionul văzut din est, sectorul A

## Infrastructura
- Sală de conferințe de 50 de persoane
- 2 vestiare pentru fotbaliști
- 2 vestiare pentru arbitri
- Un sistem video cu circuit închis, care include șapte camere
- Suprafața terenului de joc e 108 x 68 m
- Capacitate: 35,161 locuri, dintre care

* 92 locuri VIP

## Vezi și
- en  en:List of football stadiums in Mexico

## Legături externe
Materiale media legate de Estadio Azul la Wikimedia Commons
- Estadio Azul Arhivat în 22 august 2013, la Wayback Machine.